# NGC 6830
NGC 6830 (другое обозначение — OCL 125) — рассеянное скопление в созвездии Лисичка.
Этот объект входит в число перечисленных в оригинальной редакции «Нового общего каталога».